# 上海市虹口实验学校
上海市虹口实验学校是中華人民共和國上海市虹口區一所九年一贯制学校。
虹口实验学校歷史可以追溯到1951年开始相繼建立的三所小學：邯郸路小学、运光第一小学、运光第二小学；两所初中：运光第二中学、虹口初级中学；以及一所九年一贯制学校运光学校。2008年9月1日，虹口初级中学和运光学校合并為上海市虹口实验学校。虹口初级中学原本是德育特色學校，运光学校則是体艺教学特色學校。兩所学校的发展水平在虹口區屬於中等或中等偏下水準。2009年，學校水平有所提升，同年被評為上海市行为规范示范校。2011年入围首批上海市新优质学校。
肖裕儀是該校校友。